# 富士山麓電気鉄道富士急行線

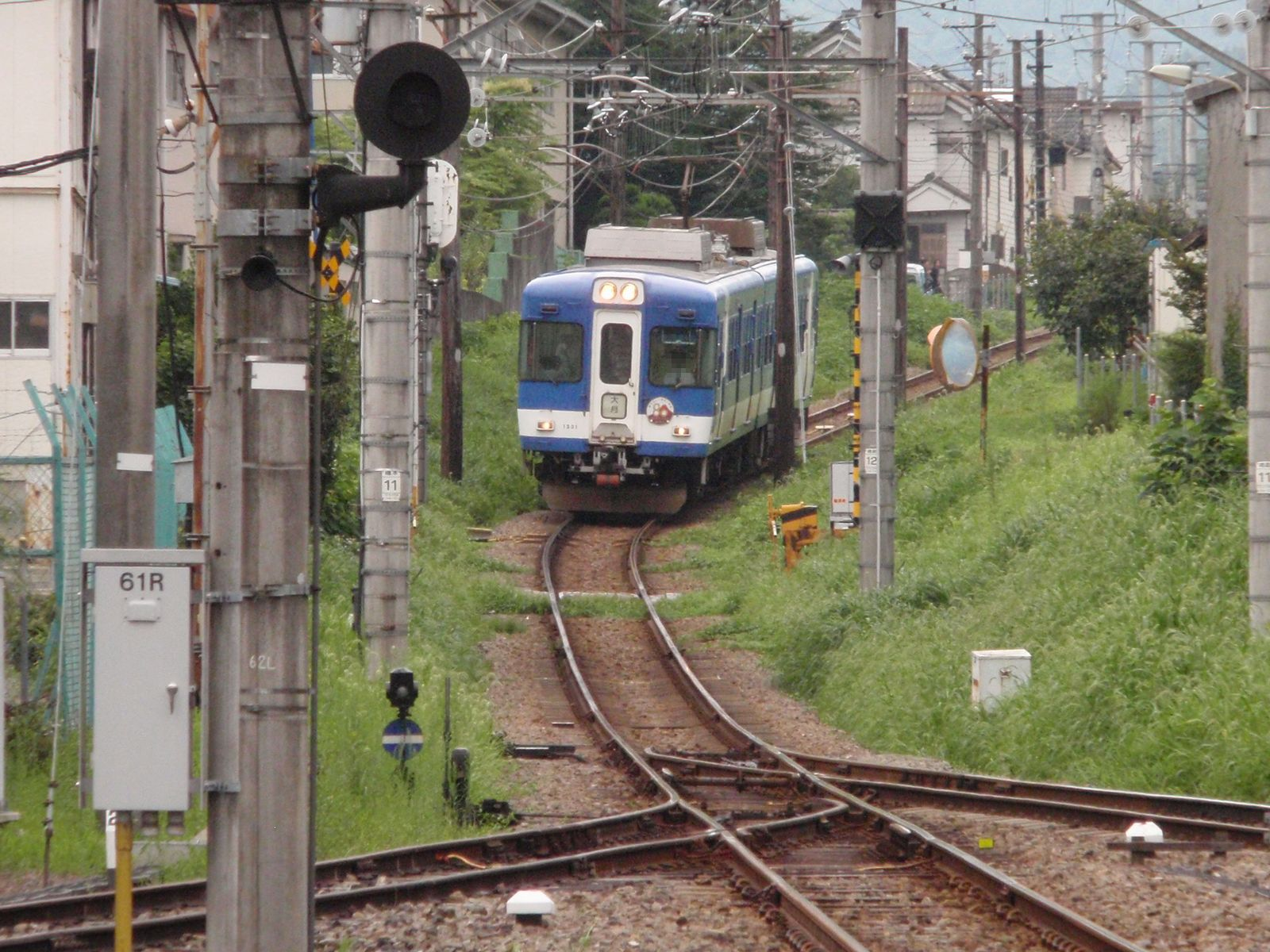
ほとんどの区間で一方的な上り勾配となっている（写真は急勾配を下る大月駅行き列車）

富士急行線（ふじきゅうこうせん）は、山梨県大月市の大月駅から富士吉田市の富士山駅を経て南都留郡富士河口湖町の河口湖駅までを結ぶ、富士山麓電気鉄道が運営する鉄道路線の総称である。駅ナンバリングを構成する路線記号はFJ。大月駅から富士山駅までの大月線（おおつきせん）と、富士山駅から河口湖駅までの河口湖線（かわぐちこせん）の2路線で構成されている。両線で一体的に運行されていることから本項ではこれらを一括して解説する。
東日本旅客鉄道（JR東日本）中央本線との接続駅である大月駅と富士山北麓の間を走っており、公式サイト等では「富士山に一番近い鉄道」をうたっている。

## 概要
大月駅（標高358 m）から富士山駅でスイッチバックし、富士山北麓の河口湖駅（標高857 m）まで登る。地元住民の生活路線であると同時に、首都圏から富士山や河口湖など富士五湖への観光路線でもある。正式には、途中の富士山駅を境に大月線と河口湖線に分かれているが、列車運行上は1路線として一体的に運用され、公称でまとめて「富士急行線」と案内されている。なお、2022年（令和4年）4月1日に富士急行は鉄道事業を富士山麓電気鉄道として分社化したが、当路線については路線名称の変更はなく、案内上も変化はない。
大半を相模川上流の桂川、中央自動車道富士吉田線と国道139号（富士みち）が並行する。最急40 ‰勾配と半径200 m前後の急曲線が小刻みに連続する線形を持つ山岳路線である。富士急行線内で特急列車「フジサン特急」「富士山ビュー特急」が運転されているほか、特急「富士回遊」や普通列車などのJR中央本線高尾・新宿・東京方面との直通列車も設定されている。

### 路線データ
- 路線距離（営業キロ）：全長26.6 km
  - 大月線：大月駅 - 富士山駅間23.6 km
  - 河口湖線：富士山駅 - 河口湖駅間3.0 km
- 軌間：1,067 mm
- 駅数：合計18駅（大月駅と河口湖駅を含み、富士山駅を重複計上せず）
  - 大月線：16駅（大月駅と富士山駅を含む）
  - 河口湖線：3駅（富士山駅と河口湖駅を含む）
- 複線区間：なし（全線単線）
- 電化区間：全線（直流1,500 V）
- 閉塞方式：自動閉塞式
- 最高速度：70 km/h[1]（2019年以降。かつては60 km/h[2]）
- 保安装置：ATS-SN[要出典]

## 歴史
大月線は、古くから富士登山の拠点となっていた吉田（現在の富士吉田市）と、八王子から大月まで延びて来た中央東線（中央本線）を結び、東京からの登山客らを運ぶために敷設された富士馬車鉄道と都留馬車鉄道による馬車鉄道を前身とする。両社は軌間が異なっていたため、途中で乗り換えが必要で、これを解消するため1921年（大正10年）に両社が合併し、大月 - 金鳥居上（後の富士山駅）間の軌間を統一・電化して電気運転を開始した。
しかし、馬車鉄道時代からの併用軌道では所要時間もかかり、急増する旅客をさばききれなくなっため、1926年（大正15年）に設立された富士山麓電気鉄道へ1928年（昭和3年）に全線を譲渡し、翌1929年（昭和4年）に新設の鉄道線に切り替えられ、馬車鉄道以来の軌道は廃止された。これにより2時間かかっていた大月 - 富士吉田間の所要時間は1時間以下にと大幅に短縮され、富士山麓は東京からの日帰り観光圏内となった。
また、都留馬車鉄道は一時籠坂峠に至るまでの路線を有しており、明治から大正期までは籠坂峠から東海道本線（今の御殿場線）御殿場駅前までを結んでいた御殿場馬車鉄道と連絡していたこともあった。富士山麓電気鉄道も設立当初は下部・御殿場方面への鉄道敷設免許を有していたが、実現せず未成線となっている（「富士山麓電気鉄道#鉄道」も参照）。

### 年表
- 1900年（明治33年）9月21日：都留馬車鉄道下吉田 - 籠坂峠間開業。軌間762 mm。
- 1903年（明治36年）
  - 1月17日：富士馬車鉄道大月 - 谷村本社間開業。軌間610 mm。
  - 6月12日：都留馬車鉄道小沼 - 下吉田間開業。
  - 8月14日：富士馬車鉄道谷村本社 - 小沼間開業。
  - 9月11日：都留馬車鉄道籠坂峠 - 静岡県界間開業。
- 1919年（大正8年）：都留馬車鉄道が都留電気鉄道に社名変更。
- 1920年（大正9年）：富士馬車鉄道が富士電気軌道に社名変更。
- 1921年（大正10年）
  - 7月：都留電気鉄道小沼 - 金鳥居上（後の富士吉田駅、現・富士山駅）間を電化して富士電気軌道に譲渡。金鳥居上 - 籠坂峠 - 静岡県界間を坂本諏訪松ほか4名に譲渡。
  - 7月31日：坂本諏訪松ほか4名運営の籠坂峠 - 静岡県界間廃止。
  - 10月：富士電気軌道大月 - 小沼間を改軌・電化。大月 - 金鳥居上間電気運転・直通運転開始。
- 1926年（大正15年）9月28日：富士山麓電気鉄道株式会社が設立される[3]。
- 1927年（昭和2年）11月5日：坂本諏訪松ほか4名運営の上吉田（金鳥居上）[4] - 籠坂峠間廃止[5]。
- 1928年（昭和3年）1月1日：富士電気軌道が大月 - 富士吉田間を富士山麓電気鉄道に譲渡。
- 1929年（昭和4年）6月19日：富士山麓電気鉄道大月駅 - 富士吉田駅間 (23.6 km) 開業[6]。軌間1,067 mm。当初から電化。旧・富士電気軌道の大月 - 富士吉田間は廃止。
- 1930年-1934年：大月橋駅を上大月駅に改称。
- 1930年（昭和5年）1月21日：尾垂鉱泉前駅開業。
- 1931年（昭和6年）10月1日：月江寺駅開業。
- 1934年（昭和9年）7月1日：東京駅 - 富士吉田駅間に臨時列車「高嶺」の直通運転を開始。
- 1934年-1939年：尾垂鉱泉前駅を葭池温泉前駅に改称。
- 1943年（昭和18年）9月20日：小沼駅を三つ峠駅に改称。
- 1946年（昭和21年）1月13日：大月駅近くのトンネル入り口付近で大月駅発の電車と田野倉駅発の電車が正面衝突。死者26名、負傷者多数。
- 1950年（昭和25年）8月24日：富士山麓電気鉄道富士吉田駅 - 河口湖駅間 (3.1 km[注釈 1]) 開業。
- 1960年（昭和35年）5月30日：富士山麓電気鉄道が富士急行に社名変更。
- 1961年（昭和36年）12月1日：ハイランド駅（後の富士急ハイランド駅）開業。
- 1962年（昭和37年）4月14日：新宿駅 - 河口湖駅間に急行「かわぐち」運転開始。
- 1965年（昭和40年）3月1日：谷村横町駅を都留市駅に改称。
- 1971年（昭和46年）3月4日：富士急行列車脱線転覆事故。乗客約120名のうち17名が死亡、69名が負傷。
- 1978年（昭和53年）4月1日：車扱貨物の取扱を廃止。
- 1981年（昭和56年）1月11日：暮地駅を寿駅に、ハイランド駅を富士急ハイランド駅に改称。
- 1984年（昭和59年）6月1日：小荷物の取扱を廃止[7]。
- 1986年（昭和61年）11月1日：急行「かわぐち」廃止。
- 1991年（平成3年）9月15日：スイスのブリーク・フィスプ・ツェルマット鉄道（現在のマッターホルン・ゴッタルド鉄道(MGB)）と姉妹鉄道提携[8]。
- 1998年（平成10年）7月6日：1000系電車による座席定員制特急列車「ふじやま」運行開始。
- 2002年（平成14年）2月28日：特急「ふじやま」を2000系電車を用いた「フジサン特急」に変更。同時に特急料金を改定する。
- 2004年（平成16年）11月16日：都留文科大学前駅開業。それに伴い、特急停車駅を都留市駅から都留文科大学前駅に変更。
- 2007年（平成19年）
  - 3月18日：大宮駅・新宿駅 - 河口湖駅間の臨時快速「ホリデー快速河口湖号」の停車駅見直しが行われ、田野倉駅、禾生駅、谷村町駅、東桂駅、下吉田駅が通過駅となる。
  - 9月29日・30日：F1日本グランプリが富士スピードウェイで開催され、それに伴って臨時ダイヤが組まれる。
- 2009年（平成21年）8月9日：1000系改造車による「富士登山電車」の運行を開始。
- 2010年（平成22年）3月13日：「富士登山電車」を全車着席券車両の快速列車に変更。
- 2011年（平成23年）7月1日：富士吉田駅を富士山駅に改称[9][10]。駅ナンバリング導入。
- 2012年（平成24年）2月29日：6000系電車が運行を開始[11]。
- 2013年（平成25年）
  - 3月16日：「富士登山電車」の停車駅を変更し、都留市駅と都留文科大学前駅を通過とする。
  - 7月6日：臨時快速「ホリデー快速河口湖号」を「ホリデー快速富士山号」に改称。
- 2014年（平成26年）
  - 7月12日：8000系電車による「フジサン特急」が運行を開始[12][13]。
  - 7月26日：成田空港駅 - 河口湖駅間で特急「成田エクスプレス」の直通運転開始[14][15]。
- 2015年（平成27年）3月14日：ICカード「Suica」を導入[16]。
- 2016年（平成28年）
  - 2月7日：2000系電車を用いた「フジサン特急」がこの日限りで運行終了[17][18]。
  - 4月23日：8500系電車による「富士山ビュー特急」が運行を開始[19]。
  - 7月1日：毎週金曜日に新宿駅 - 河口湖駅間で臨時快速「富士山号」の運転を開始[20]。
- 2019年（平成31年）
  - 2月23日：5000形電車の運用を終了[21]。
  - 3月16日：ダイヤ改正により、JR線直通の定期特急列車「富士回遊」の運行を開始[22]。最高速度を60 km/hから70 km/hに向上[1]。臨時快速「ホリデー快速富士山号」「富士山号」の運行ならびに特急「成田エクスプレス」の直通運転を取りやめる。
- 2020年（令和2年）
  - 3月14日：ダイヤ改正により、下記の通りに変更[23][24][25]。
    - 特急「富士回遊」を1往復増発（そのうち河口湖駅行き1本は千葉駅始発）。
    - 全特急列車が下吉田駅停車となる。
    - 快速の運転を終了。
    - 「富士登山電車」を普通列車に併結。

  - 4月25日：新型コロナウイルス感染症 (COVID-19) 流行の影響により、富士急行線内の特急「フジサン特急」「富士山ビュー特急」、ならびに「富士登山電車」を無期限で運休（富士登山電車の一部は一般車両のみの普通列車として運行）。特急列車は「富士回遊」のみの運行となる[26]。
- 2021年（令和3年）3月13日：ダイヤ改正に合わせ、「富士山ビュー特急」の運行を再開。運休が継続される「フジサン特急」は一旦時刻表から削除、同じく運休が継続される「富士登山電車」は時刻表では土休日の普通列車2往復において「富士登山電車の車両を連結して運転する日あり」という記載となる[27]。上大月駅に全ての普通列車が停車するようになる。
- 2022年（令和4年）
  - 3月12日：ダイヤ改正に合わせ、土休日に限り「フジサン特急」の運行を再開[28]。
  - 4月1日：富士急行の鉄道事業分割に伴い、運営を子会社の富士山麓電気鉄道に移管[29]。旅客案内上の路線呼称は「富士急行線」を継続使用[28]。
- 2023年（令和5年）
  - 3月18日：ダイヤ改正により下記の通りに変更[30]。
    - 平日の「フジサン特急」の運行を1往復再開。これにより富士急行線の平日の特急列車が6往復となる。
    - 普通列車を平日1往復、土休日2往復増便。
    - 「フジサン特急」「富士山ビュー特急」の2号車が自由席から指定席に変更
    - 特急列車予約サービスが電話予約・インターネット予約からインターネット予約のみに変更[注釈 2]。
- 2025年（令和7年）
  - 3月15日：ダイヤ改正に伴い、土休日・平日共に河口湖発上り大月行の始発列車を繰り上げ、平日のみ大月駅で中央本線の平日運転の臨時特急列車「かいじ70号」に接続させるダイヤに変更[31]
  - 4月1日
    - 精神障害者割引を導入[32]。
    - 高校生以下の通学定期券をこの日販売分から最大20%値下げ予定（後述）[33]。

## 運行形態
大月線・河口湖線の両線は富士山駅を経て直通運転している。旅客案内上これらの路線名は使用されておらず、車内自動放送でも「富士急行線」と表現される。以下の列車が運行されているが、いずれの列車もワンマン運転は行っておらず、必ず車掌が乗務する。

### 特急列車

#### 特急「富士回遊」

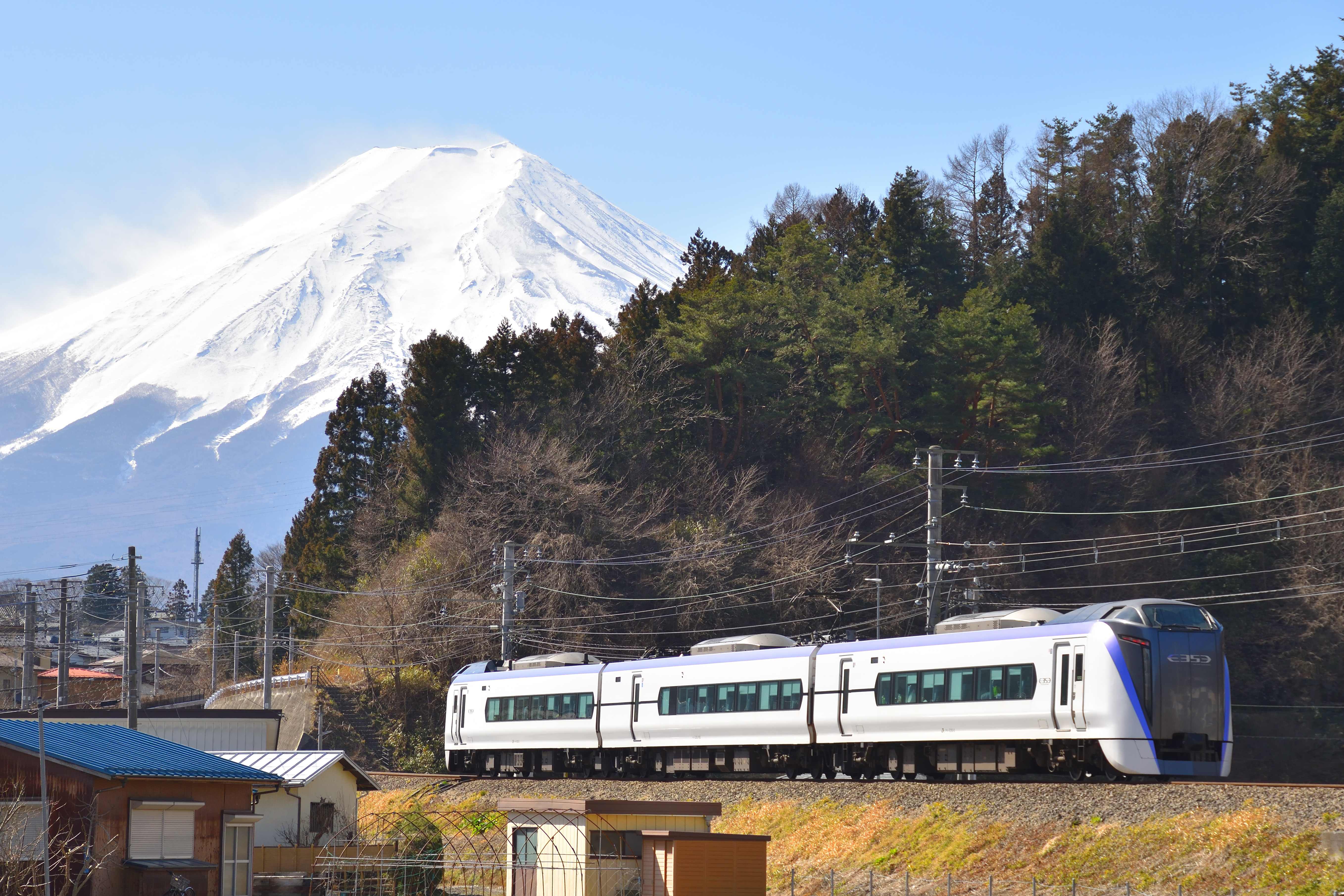
富士急行線を走行するE353系「富士回遊」

JR東日本の中央本線から直通運転される特急列車で、2019年（平成31年）3月16日より運行を開始した。E353系で運行され、千葉駅・新宿駅 - 大月駅間は特急「あずさ」「かいじ」と併結し、大月駅で連結・解結のうえ富士急行線内は3両編成で運行される。全車普通車指定席であるが、富士急行線内での利用の場合は座席未指定券（座席の指定をせずに空席を利用する）のみ利用可能である。なお、本列車では富士急行線の「特急回数券」は利用できない。
多客期に増発される臨時列車ではE257系5500番台5両編成が使用される場合があり、都留文科大学前駅・下吉田駅では後方1両のドアカットが行われる。
停車駅駅一覧を参照。
特急料金
富士急行線内は以下の特急料金が適用される。なお、河口湖線内停車駅相互間の特急料金は不要である。
| 区間                                                                | 特急料金 |
| ------------------------------------------------------------------- | -------- |
| 大月駅 - 下吉田駅・富士山駅・富士急ハイランド駅・河口湖駅           | 600円    |
| 大月駅 - 都留文科大学前駅                                           | 400円    |
| 都留文科大学前駅 - 下吉田駅・富士山駅・富士急ハイランド駅・河口湖駅 | 400円    |
| 下吉田駅 - 富士山駅・富士急ハイランド駅・河口湖駅                   | 400円    |

#### 特急「フジサン特急」

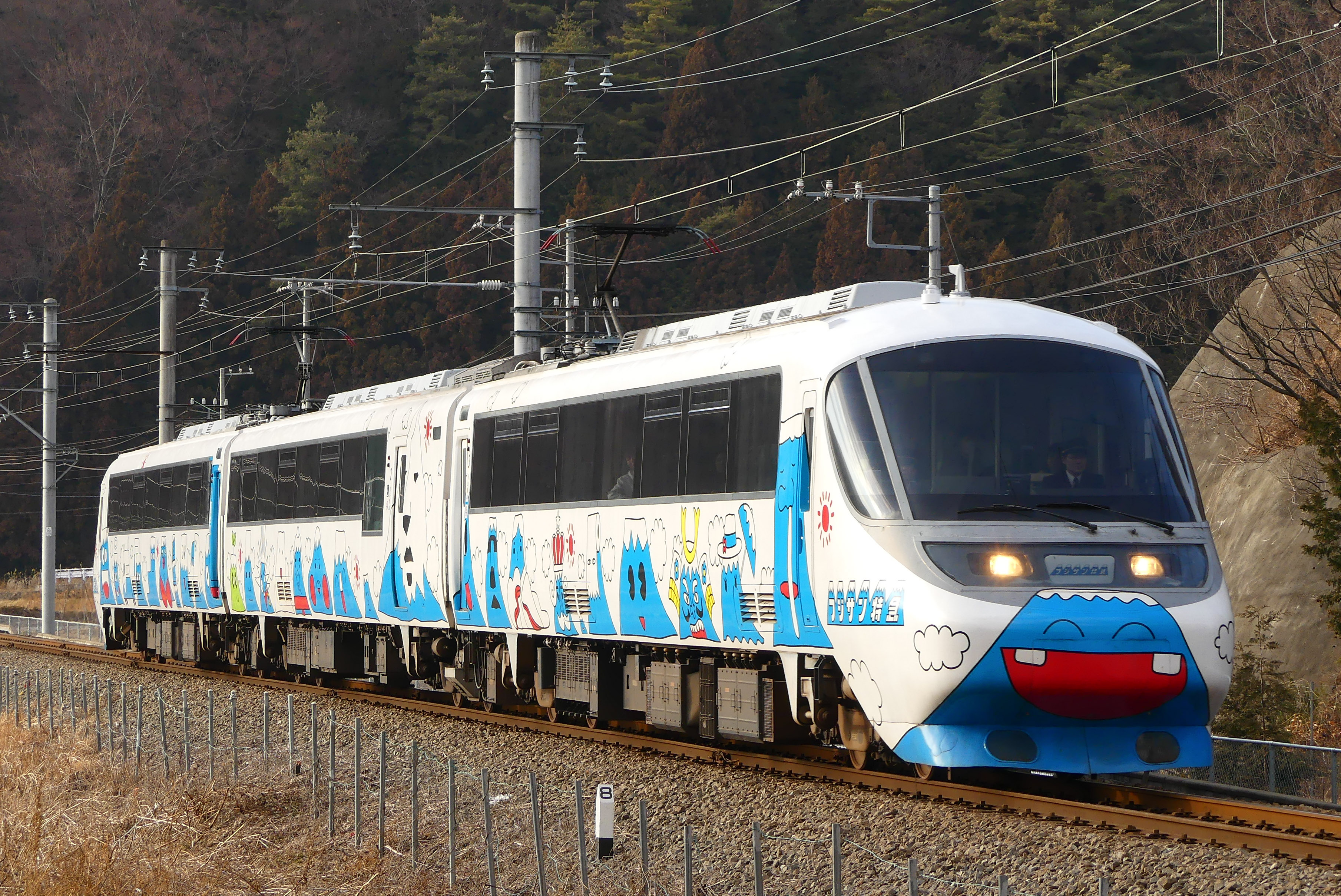
8000系電車「フジサン特急」

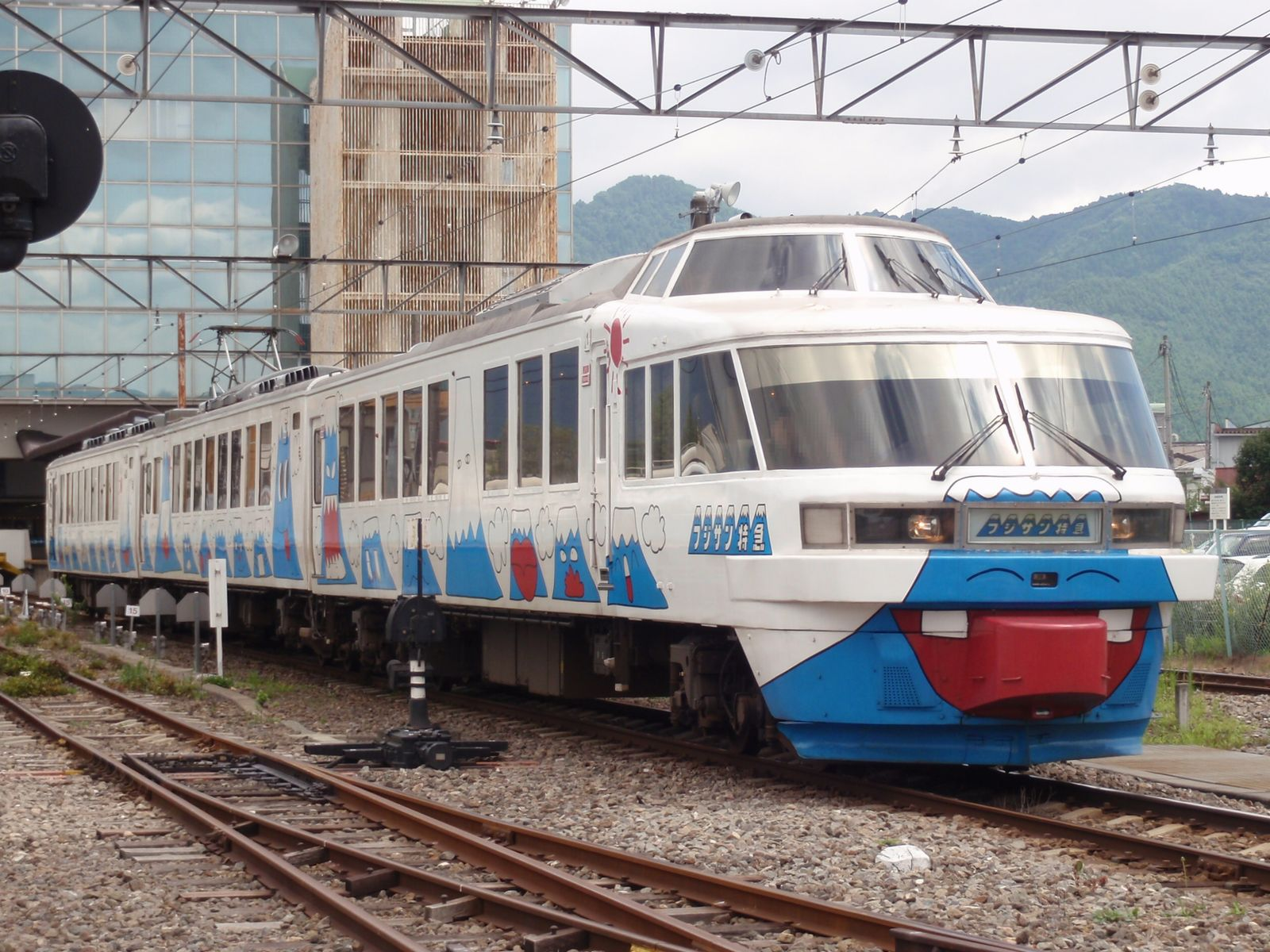
2000系電車「フジサン特急」 クロ2000形

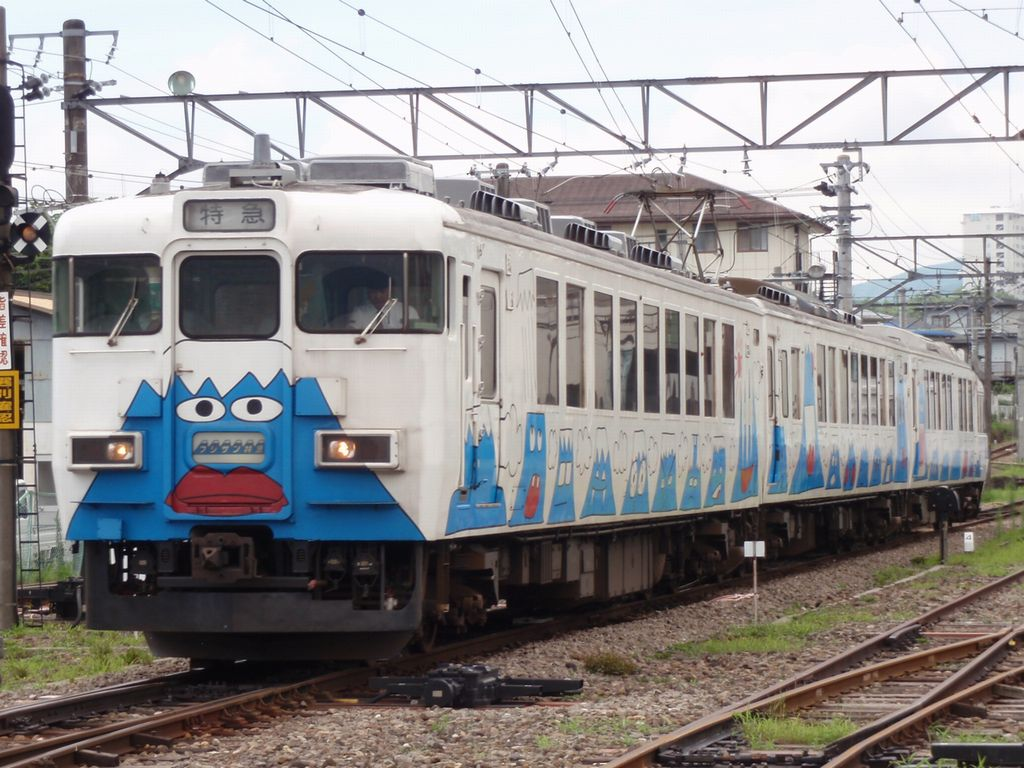
2000系電車「フジサン特急」 クモロ2200形

後述の特急「ふじやま」に代わる線内特急として、大月駅 - 河口湖駅間に運行されている。なお、「フジサン特急」は富士急行の登録商標である（第4627975号）。1号車は展望車両で指定席、2号車は普通車指定席、3号車は普通車自由席となっている。
2022年のダイヤ改正までは2号車が自由席であったが、2023年（令和5年）のダイヤ改正以降は指定席となっている。
新型コロナウイルス感染症 (COVID-19) 流行の影響により、2020年（令和2年）4月25日より無期限で運休となり、2021年（令和3年）3月13日改正では時刻表からいったん抹消された（臨時列車での運行例はあった）。2022年（令和4年）3月12日改正にて土休日ダイヤのみ運行が再開され、2023年（令和5年）3月18日改正からは平日ダイヤでも再設定された。
運行本数
2024年（令和6年）3月現在、平日・土休日共に2往復が運行されている。ただし平日ダイヤにおける「富士回遊」の臨時列車運行日には、このうちの1往復が同列車に置き換わる形で運休となる。
現在の使用車両
8000系電車の3両編成（8001号編成：クモロ8001+サロ8101+クモロ8051）
元小田急電鉄の20000形RSEで、2014年（平成26年）7月から使用している。
過去の使用車両

2000系電車の3両編成（2001号編成：クロ2001+モロ2101+クモロ2201、2002号編成：クモロ2002+モロ2102+クロ2002）
元国鉄→JR東日本の165系ジョイフルトレイン「パノラマエクスプレスアルプス」で、両編成とも2002年2月から使用開始、2001号編成は2016年（平成28年）2月まで、2002号編成は2014年2月まで使用していた。
停車駅駅一覧を参照。
特急料金
特急料金の制度は「富士山ビュー特急」と同じである。
座席指定料金
展望車両の1号車と普通車の2号車は全ての座席が指定席で、この車両に乗車する場合は区間に関わらず、別途座席指定料金200円が必要になる。
個室料金
2000系の2号車にあった個室を利用する場合は、人数・区間に関わらず、別途個室料金1000円が必要となっていた。
なお、現行の8000系には個室がない代わりに、1号車の指定席の一部がセミコンパートメント席となっている。

#### 特急「富士山ビュー特急」

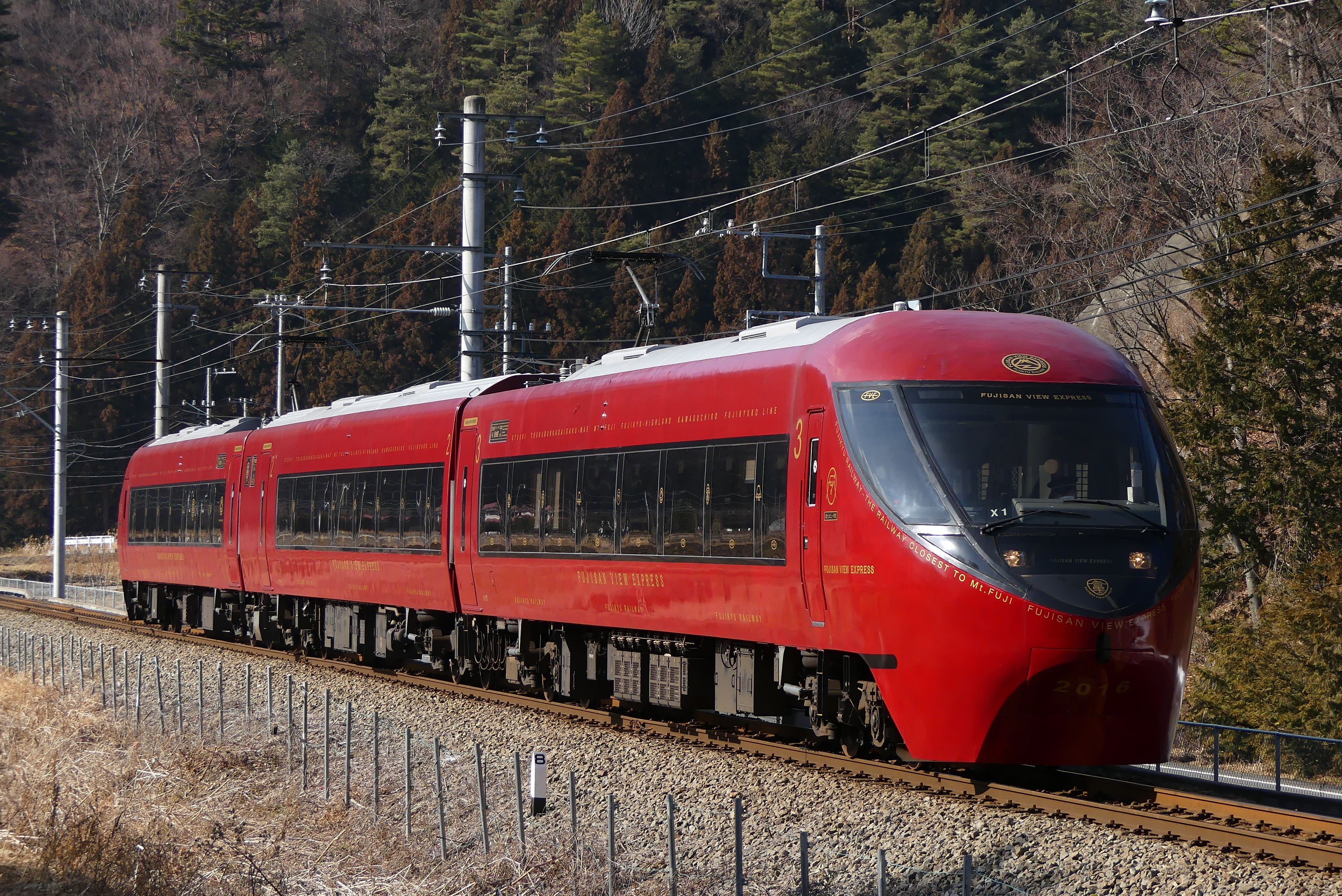
8500系電車「富士山ビュー特急」

2016年4月23日より運行開始。大月駅 - 河口湖駅間に運行される特急列車である。8500系（元・JR東海371系）3両編成で運行され、1号車が特別車両で全席指定、2号車が普通車指定席、3号車が自由席となっている。 
車内サービスとして、特別車両ではドリンクサービスがある。土休日は、「スイーツプラン」の対象車両となり、山梨の味覚を取り入れた「富士山ビュー特急特製スイーツ」が利用客に提供される。この場合の特別車両は富士急トラベルのツアー扱いの事前予約制（大人4000円、子供3000円。運賃・特急料金込み）となり、後述の特別車両券では乗車できない。また利用区間も大月駅 - 富士山駅・富士急ハイランド駅・河口湖駅に限定され、都留文科大学前駅・下吉田駅での乗降はできない。このほか、車内限定販売の駅弁、オリジナルビール、富士山ビュー特急オリジナルグッズが存在する。
新型コロナウイルス感染症 (COVID-19) 流行の影響により、2020年（令和2年）4月25日から翌2021年（令和3年）3月12日まで運休。翌3月13日のダイヤ改正に合わせて運行が再開された。運行再開後もドリンクサービスとスイーツプランが中止されていたが、スイーツプランについては2021年（令和3年）12月18日より再開された。
2022年（令和4年）のダイヤ改正までは2号車は自由席であったが、2023年（令和5年）のダイヤ改正により2号車を指定席に変更した。
運行本数
2024年（令和6年）3月現在、平日・土休日共に2往復が運行されている。
現在の使用車両
8500系電車の3両編成
元東海旅客鉄道（JR東海）の371系である。
停車駅駅一覧を参照。「フジサン特急」と共通である。
特急料金
以下の特急料金が適用される。なお、河口湖線内停車駅相互間の特急料金は不要である。
| 区間                                                                | 特急料金 | 特別車両料金 [注釈 3] | 指定席 [注釈 4] |
| ------------------------------------------------------------------- | -------- | --------------------- | --------------- |
| 大月駅 - 下吉田駅・富士山駅・富士急ハイランド駅・河口湖駅           | 400円    | 900円                 | 200円           |
| 大月駅 - 都留文科大学前駅                                           | 200円    | 900円                 | 200円           |
| 都留文科大学前駅 - 下吉田駅・富士山駅・富士急ハイランド駅・河口湖駅 | 200円    | 900円                 | 200円           |
| 下吉田駅 - 富士山駅・富士急ハイランド駅・河口湖駅                   | 200円    | 900円                 | 200円           |
特別車両料金
特別車両は、全ての座席が指定席で、この車両に乗車する場合は区間に関わらず、特別車両券（特別車両料金900円）が別途必要になる。
座席指定料金
2号車は、全ての座席が指定席で、この車両に乗車する場合は区間に関わらず、指定席券（座席指定料金200円）が別途必要になる。

### 普通

#### 富士急行線内運行列車

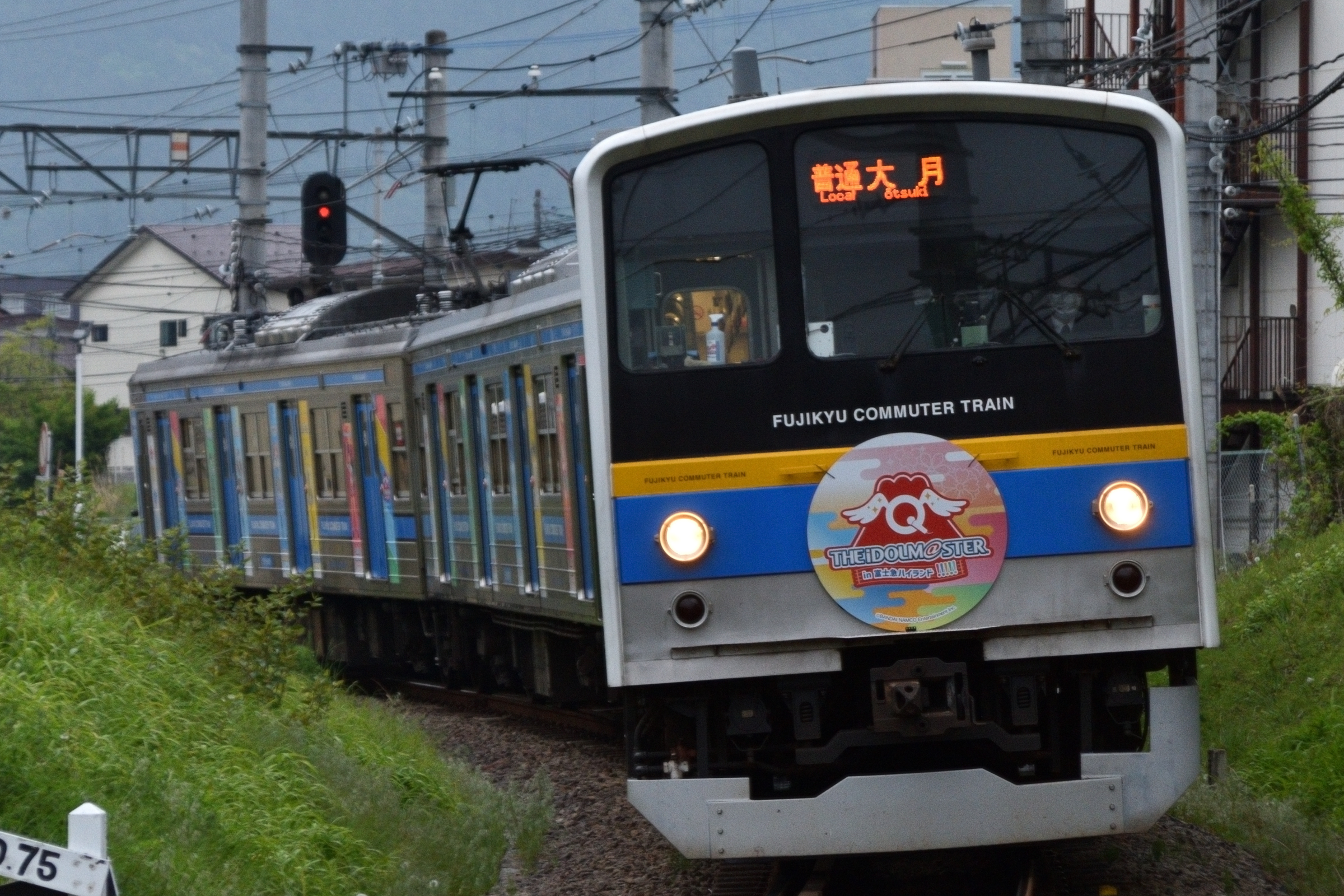
6000系による普通電車

現行ダイヤでは定期列車は大月駅 - 河口湖駅間の全線通し運行のみであり、3両編成の6000系が使用される。かつては大月駅 - 都留市駅・谷村町駅・東桂駅・三つ峠駅間の区間列車も設定されていたほか、一部の列車が上大月駅を通過していた。

##### 「トーマスランド25周年記念号」
2007年（平成19年）より、富士急ハイランドにあるアトラクション「トーマスランド」にちなんで、5000形電車を使用した「トーマスランド号」が運行されていたが、5000形は2019年（平成31年）2月に運用を終了した。2018年（平成30年）3月からは、「トーマスランド20周年記念号」が6000系6502編成を使用して運行されており、2023年（令和5年）にはデザインを一新した「トーマスランド25周年記念号」にリニューアルされている。
特別料金は不要で、指定席などの設定もない。

#### JR線直通列車
JR中央本線からの直通運転列車として、午前中に211系を使用する高尾駅発着の普通列車（中距離電車）が1往復、朝の上りと夜の下りにE233系を使用する東京駅発着の快速列車が2往復（東京駅 - 高尾駅間は、平日朝の上り2本が快速、平日夜の下り2本が通勤快速、土・休日は2往復とも中央特快として運転。高尾駅 - 大月駅間は普通列車扱い）乗り入れてくる。いずれも富士急行線内は各駅に停車する。E233系は分割・併合に対応しているH編成12両編成のうち、下り方の4両編成（9 - 12号車）が入線する。211系は3両編成で運行する（高尾駅 - 大月駅間は2本繋げた6両編成で運転）。
なお、E233系投入前は201系が、211系投入前は115系がそれぞれ使用されていた。201系は2008年（平成20年）3月15日より分割・併合での運用がなくなったため、乗り入れからは撤退していた。
2005年（平成17年）9月5日より、平日朝7:30 - 9:30にJR中央線新宿駅を発着する上り2本の1号車（大月寄り1両目）にて女性専用車両が設定されていた（実施区間は全区間）。2007年（平成19年）3月18日に行われたJR東日本のダイヤ改正でE233系が富士急行線に乗り入れを開始した際、富士急行線に乗り入れる編成位置に1号車がなくなったため、設定は取り止められている。

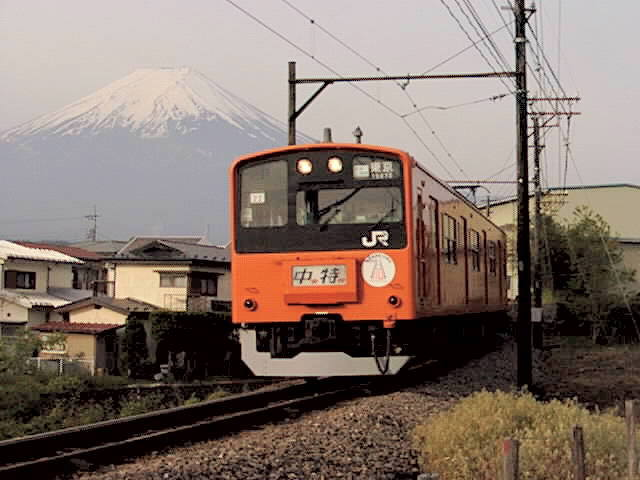
かつて乗り入れていた201系電車
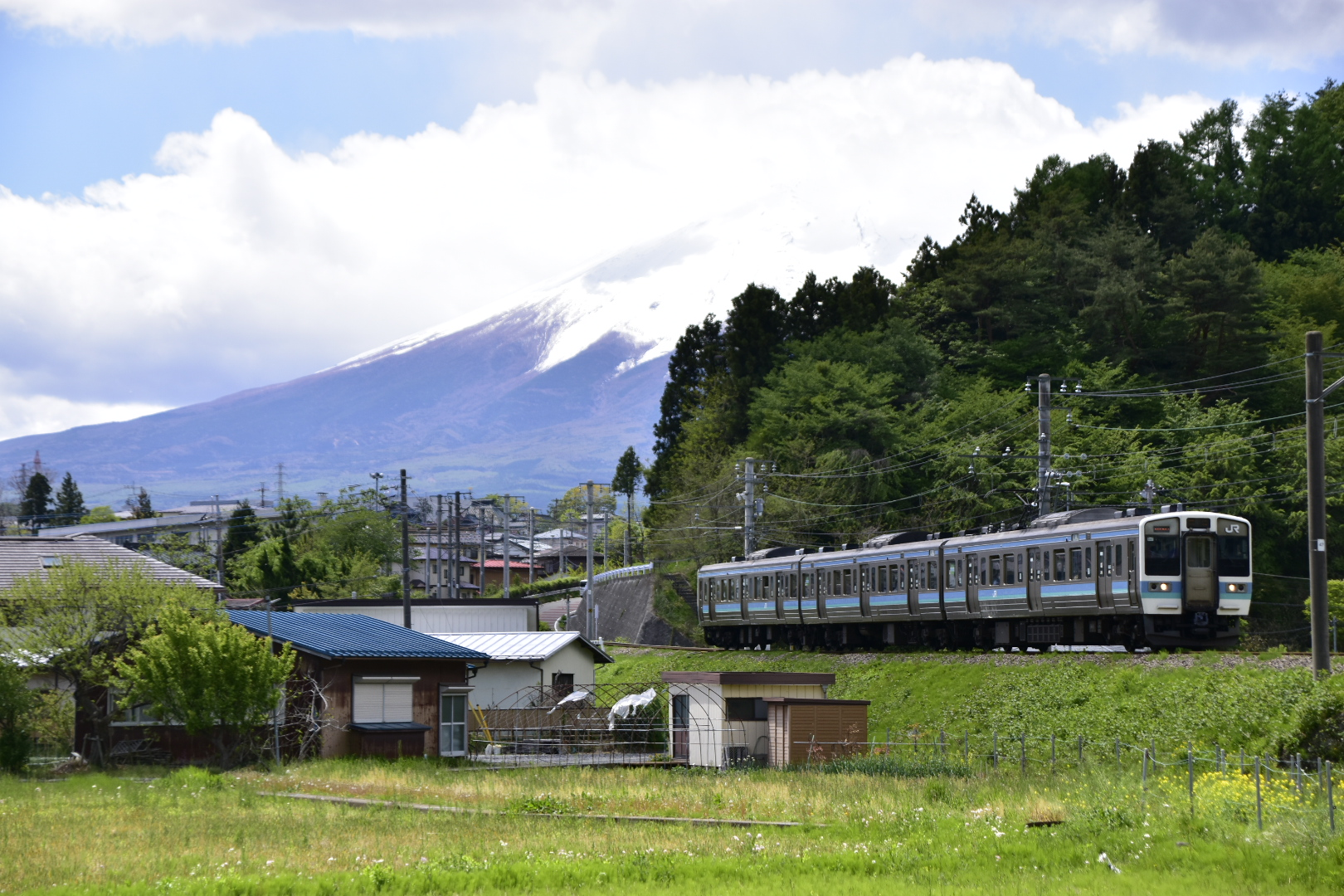
中央本線から乗り入れる211系電車

### 臨時列車

#### 特急「ふじやま」
元々は1000系を用いた座席定員制の特急列車で、「フジサン特急」運行開始前に運転されていた。
「フジサン特急」運行開始後も、「フジサン特急」・「富士山ビュー特急」が車両の検査や「富士回遊」の増発で運行できない場合、普通列車用の1000系や6000系で代替運行される特急の名称として用いられている。全車自由席で、特急料金は通常の半額となる（定期列車時代の「ふじやま号」の料金と同等）。6000系はオールロングシート仕様であるが、「特急ふじやま号」として運行される際は河口湖線内の相互乗車を除いて特急料金が必要となる。
2022年（令和4年）10月以降は名称なしの臨時特急として増発列車の扱いで運行された。
| 区間                                                                | 特急料金 |
| ------------------------------------------------------------------- | -------- |
| 大月駅 - 下吉田駅・富士山駅・富士急ハイランド駅・河口湖駅           | 200円    |
| 大月駅 - 都留文科大学前駅                                           | 100円    |
| 都留文科大学前駅 - 下吉田駅・富士山駅・富士急ハイランド駅・河口湖駅 | 100円    |
| 下吉田駅 - 富士山駅・富士急ハイランド駅・河口湖駅                   | 100円    |

#### 富士登山電車

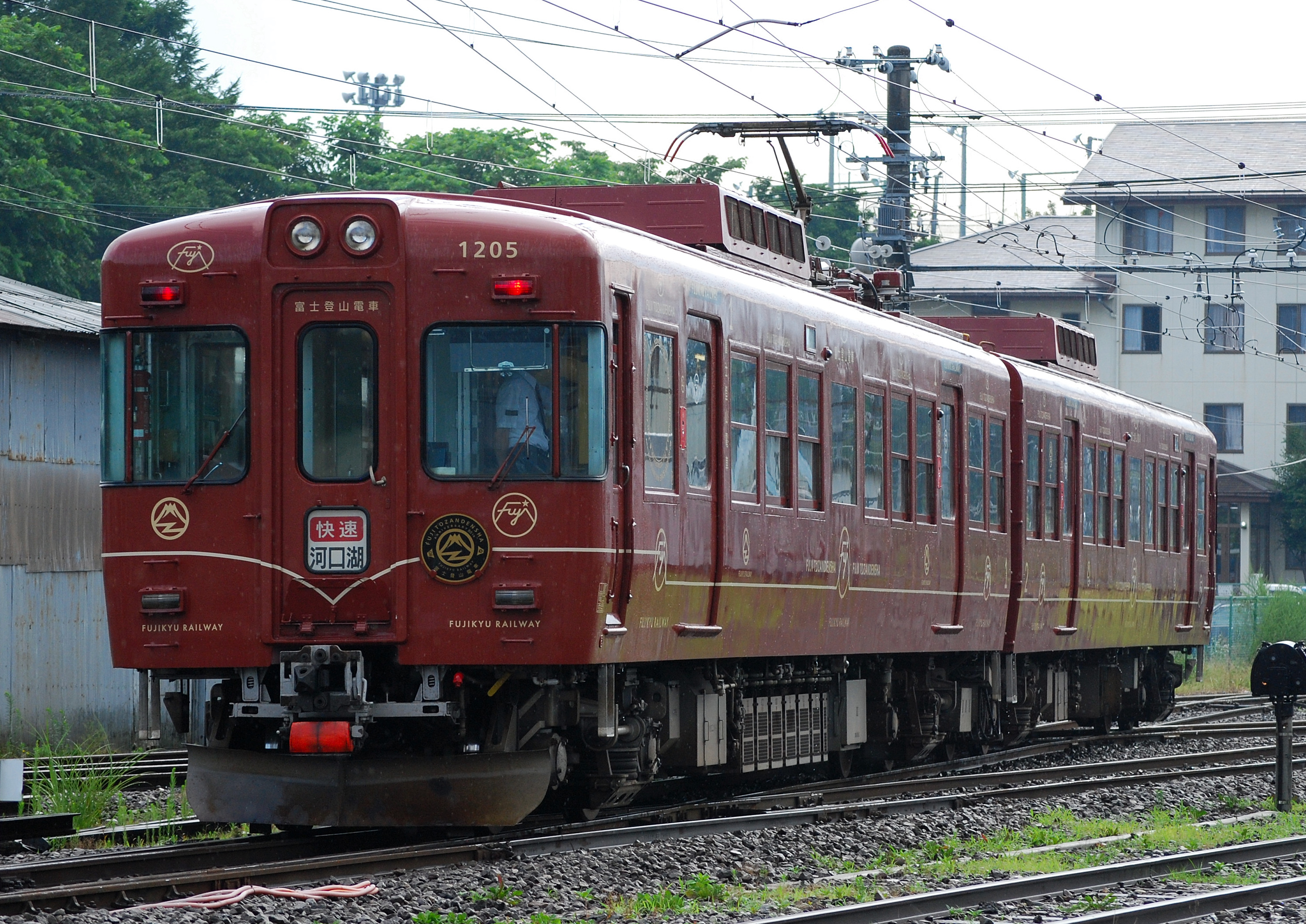
富士登山電車

1000系電車を改装した観光用列車で、「青富士」車両と「赤富士」車両からなる2両編成である。2両編成の一般車両に連結して各駅に停車する4両編成の普通列車として運行される。2021年（令和3年）3月13日改正時点で運休中だが、時刻表では土休日のみ普通列車2往復が「富士登山電車の車両を連結して運転する日あり」となっている。「青富士」「赤富士」車両は予約定員制で、乗車には200円の着席券を必要とする。
また、イメージキャラクターとして客室乗務員「谷村みすず」（デザイン：宙花こより）が設定されている。
運行開始当初の2009年（平成21年）8月9日から2010年（平成22年）3月12日までの間も2両編成の一般車両を連結した4両編成の普通列車として運行されていたが、「青富士」車両には普通乗車券のみで乗車することができた。2010年3月13日からは、全車着席券車両の快速列車としての運行となり、2019年（平成31年）3月時点では、平日・土休日共に2往復が設定されていた。停車駅は通常の快速と異なり、大月駅、三つ峠駅、下吉田駅、富士山駅、富士急ハイランド駅、河口湖駅であった。
2020年（令和2年）3月14日のダイヤ改正で快速の種別が廃止されたため、再び一般車両に連結した普通列車としての運行となった。平日・土休日共に2往復が設定されていたが、休日を除く木曜日は全車自由席の一般車両のみで運行した。ダイヤ改正から1か月後の2020年（令和2年）4月25日より、新型コロナウイルス感染症 (COVID-19) 流行の影響により無期限で毎日運休となった（一部は一般車両のみの普通列車として運行）。
2022年（令和4年）10月以降、当該車両は一部の普通列車や臨時列車として運用されているが、これらの場合は全車自由席のため着席券は不要となっている。ただし、特急列車として運用される場合は特急料金が必要となる。

#### その他の臨時列車
富士急ハイランドやコニファーフォレストでのイベント開催時や河口湖湖上祭、吉田の火祭に合わせて臨時列車が運転される場合がある。
富士急ハイランドやコニファーフォレストでのイベント開催時には、夜間に大月方面に臨時快速列車が最大4本運転される。うち、1本はE233系6両編成を使用し、JR中央本線八王子方面へ直通する。また、定期列車についても多客輸送のため車両をE233系4両編成に差し替えることもある。
河口湖湖上祭や吉田の火祭開催時には、下吉田駅 - 河口湖駅間（一部は富士山駅 - 河口湖駅間）を中心に臨時普通列車が運転される。
2009年（平成21年）より無観客公演の2020年（令和2年）を除き毎年、声優・歌手の茅原実里が河口湖ステラシアターでライブを開催する際、会場最寄り駅の河口湖駅にて茅原の等身大パネルが設置され、横断幕や広告が掲示されるほか、臨時快速「みのり号」が運行される。2010・11・14・21年には記念切符が発売されたほか、茅原本人による車内アナウンスが行われたこともある。なお、茅原は2021年（令和3年）内をもって歌手活動を休止すると表明していたため、同年8月7日及び8日の運行が最後となり、6000系に特製ヘッドマークや吊り広告を掲示したほか、富士急トラベル主催による休止中の8000系を用いた団体臨時列車を運行した。2016年（平成28年）と2018年（平成30年）には、音楽ユニットangelaが河口湖ステラシアターでライブを開催した際にも同様の企画が行われており、会場最寄り駅の河口湖駅にてangelaのメンバーの等身大パネルが設置され、横断幕や広告が掲示されたほか、臨時列車「a列車」が運行され、車内アナウンスをangelaのメンバーが担当した。

### 廃止された列車

#### JR線直通の快速
観光客向けの臨時列車として新宿駅から快速「ホリデー快速富士山号」「富士山号」、千葉駅から快速「山梨富士号」（新宿駅を発着とする場合もあり）が運転されていた。富士急行線内の基本的な途中停車駅は都留市駅、都留文科大学前駅、三つ峠駅、富士山駅、富士急ハイランド駅である。なお、JR側の発着地により停車駅が異なり、一部は富士急行線内を普通列車と同じ停車駅（上大月駅は通過）で運転する列車もあったが、2015年（平成27年）3月14日ダイヤ改正後はなくなっている。いずれの列車もE257系500番台5両編成で運転されるため、大月駅、富士山駅、富士急ハイランド駅、河口湖駅以外はホームの有効長の関係から、前から3両目までの車両のみドアを開閉し、4両目以降の車両はドアカットを行う。特急「富士回遊」の運行開始により、2019年（平成31年）3月10日にて運行を終了した。

#### 特急「成田エクスプレス」
2014年（平成26年）7月26日からは土曜・休日に、成田空港駅から特急「成田エクスプレス」が運転されていた。当初は9月28日までの予定だったが、利用者数が好調だったため11月30日まで期間が延長された。また、2015年（平成27年）3月1日から2016年（平成28年）6月26日にかけての土曜・休日と2015年（平成27年）8月10日から14日、2015年（平成27年）12月30日から2016年（平成28年）1月1日にも運転されることになった。以降も2019年（平成31年）3月改正まで恒常的に土休日の延長運転が続けられていた。
当初は富士急行線内のみの利用時には特急料金が不要であったが、2017年（平成29年）3月4日のダイヤ改正で線内特急の料金体系を統一したため、「フジサン特急」や「富士山ビュー特急」と同様に特急料金が必要となった。ホームの有効長の関係から、都留文科大学前駅では進行方向の後部3両、河口湖駅では進行方向の後部1両の車両でドアカットされる。特急「富士回遊」の運行開始により2019年（平成31年）3月10日にて延長運転を終了した。

#### 一般車両による快速
2016年（平成28年）3月から2020年（令和2年）3月まで運行。普通乗車券のみで乗車可能であった。但し、前述の通り現在でも臨時列車として設定されることがある。
2016年（平成28年）3月改正において運行開始当初は下り1本のみの運転で、特急列車の運行時間変更に伴い空いた時間帯に設定されたため、「フジサン特急」と同一の停車駅であった。
2017年（平成29年）3月より上り列車も設定した上で、停車駅を「ホリデー快速富士山号」と統一し、大月駅、都留市駅、都留文科大学前駅、三つ峠駅、富士山駅、富士急ハイランド駅、河口湖駅とした（金曜日にこの快速に代わって運転されていた快速「富士山」も同様に停車駅が追加された）。
2018年（平成30年）3月改正にて大月駅8:17発（土休日は8:18発）の快速が設定された。当該列車は通常の快速停車駅に加え、田野倉駅、禾生駅、谷村町駅、東桂駅、下吉田駅にも停車する。これに伴い土休日の大月駅8:13発だったフジサン特急1号は廃止となった。
2019年（平成31年）3月改正以降は平日8時台に下り1本のみ運行されていたが（土休日には同じ時刻に特急「富士回遊」の増発便（91号）が運行される）、これも2020年（令和2年）3月改正での「富士回遊」の増発の影響もあり、定期列車としての設定がなくなった。

## 利用状況

### 輸送実績
大月線・河口湖線を合わせた輸送実績を下表に記す。長らく輸送量は減少傾向にあったが、2010年代に入り外国人観光客の増加などにより増加傾向へ転じた。2020年度（令和2年度）からは新型コロナウイルス感染症流行の影響で急減したものの、需要回復により2023年度（令和5年度）には流行前を上回る水準へ増加している。
表中、最高値を赤色で、最高値を記録した年度以降の最低値を青色で、最高値を記録した年度以前の最低値を緑色で表記している。
| 年度別輸送実績     | 年度別輸送実績             | 年度別輸送実績             | 年度別輸送実績             | 年度別輸送実績             | 年度別輸送実績 | 年度別輸送実績 | 年度別輸送実績                                 |
| 年 度              | 輸送実績（乗車人員）：万人 | 輸送実績（乗車人員）：万人 | 輸送実績（乗車人員）：万人 | 輸送実績（乗車人員）：万人 | 輸送密度 人/日 | 貨物輸送量 万t | 特 記 事 項                                    |
| ------------------ | -------------------------- | -------------------------- | -------------------------- | -------------------------- | -------------- | -------------- | ---------------------------------------------- |
| 年 度              | 通 勤 定 期                | 通 学 定 期                | 定期外                     | 合 計                      | 輸送密度 人/日 | 貨物輸送量 万t | 特 記 事 項                                    |
| 1975年（昭和50年） | 115.5                      | 169.5                      | 316.8                      | 601.8                      | 5,906          | 1.8            |                                                |
| 1976年（昭和51年） | 107.7                      | 165.6                      | 295.3                      | 568.6                      | 5,476          | 1.7            |                                                |
| 1977年（昭和52年） | 104.1                      | 166.3                      | 279.5                      | 550.0                      | 5,135          | 1.5            |                                                |
| 1978年（昭和53年） | 96.7                       | 160.7                      | 276.8                      | 534.3                      | 5,060          | 0.07           |                                                |
| 1979年（昭和54年） | 92.4                       | 157.9                      | 270.7                      | 521.0                      | 4,786          | 0.02           |                                                |
| 1980年（昭和55年） | 91.9                       | 153.4                      | 267.9                      | 513.3                      | 4,709          | 0.03           |                                                |
| 1981年（昭和56年） | 89.7                       | 153.6                      | 249.0                      | 492.4                      | 4,361          | 0.02           |                                                |
| 1982年（昭和57年） | 86.7                       | 131.7                      | 234.9                      | 453.3                      | 4,056          | 0.008          |                                                |
| 1983年（昭和58年） | 89.6                       | 128.2                      | 226.9                      | 444.8                      | 3,975          | 0.05           |                                                |
| 1984年（昭和59年） | 85.2                       | 124.2                      | 219.7                      | 429.2                      | 3,909          | 0.0            | 貨物営業廃止                                   |
| 1985年（昭和60年） | 76.9                       | 125.4                      | 214.8                      | 417.1                      | 3,811          | 0.0            |                                                |
| 1986年（昭和61年） | 68.6                       | 121.9                      | 203.3                      | 393.8                      | 3,660          | 0.0            | 急行「かわぐち」廃止                           |
| 1987年（昭和62年） | 65.4                       | 122.7                      | 196.0                      | 384.1                      | 3,577          | 0.0            |                                                |
| 1988年（昭和63年） | 65.2                       | 121.8                      | 194.7                      | 381.7                      | 3,640          | 0.0            |                                                |
| 1989年（平成元年） | 61.3                       | 121.5                      | 200.3                      | 383.1                      | 3,837          | 0.0            |                                                |
| 1990年（平成2年）  | 66.9                       | 117.7                      | 210.0                      | 394.6                      | 4,058          | 0.0            |                                                |
| 1991年（平成3年）  | 69.0                       | 117.6                      | 219.2                      | 405.8                      | 4,238          | 0.0            |                                                |
| 1992年（平成4年）  | 65.4                       | 115.7                      | 208.3                      | 389.4                      | 4,149          | 0.0            |                                                |
| 1993年（平成5年）  | 62.0                       | 115.0                      | 204.6                      | 381.6                      | 4,160          | 0.0            |                                                |
| 1994年（平成6年）  | 59.3                       | 112.5                      | 199.5                      | 371.3                      | 4,105          | 0.0            |                                                |
| 1995年（平成7年）  | 56.5                       | 105.5                      | 195.3                      | 357.3                      | 3,924          | 0.0            |                                                |
| 1996年（平成8年）  | 57.1                       | 101.5                      | 202.8                      | 361.4                      | 4,105          | 0.0            |                                                |
| 1997年（平成9年）  | 54.2                       | 99.4                       | 194.3                      | 347.9                      | 3,946          | 0.0            |                                                |
| 1998年（平成10年） | 49.9                       | 93.5                       | 176.4                      | 319.8                      | 3,619          | 0.0            | 特急「ふじやま」運転開始                       |
| 1999年（平成11年） | 44.0                       | 88.9                       | 175.0                      | 307.9                      | 3,533          | 0.0            |                                                |
| 2000年（平成12年） | 43.8                       | 85.7                       | 172.6                      | 302.1                      | 3,519          | 0.0            |                                                |
| 2001年（平成13年） | 40.6                       | 84.6                       | 161.3                      | 286.5                      | 3,392          | 0.0            | 「フジサン特急」運転開始、特急「ふじやま」廃止 |
| 2002年（平成14年） | 37.0                       | 83.1                       | 157.0                      | 277.1                      | 3,322          | 0.0            |                                                |
| 2003年（平成15年） | 36.4                       | 86.7                       | 154.0                      | 277.1                      | 3,352          | 0.0            |                                                |
| 2004年（平成16年） | 36.2                       | 89.9                       | 155.9                      | 282.0                      | 3,388          | 0.0            | 都留文科大学前駅開業                           |
| 2005年（平成17年） |                            |                            | 151.5                      | 281.2                      | 3,340          | 0.0            |                                                |
| 2006年（平成18年） | 40.2                       | 96.0                       | 162.6                      | 298.8                      | 3,629          | 0.0            |                                                |
| 2007年（平成19年） |                            |                            | 165.4                      | 302.2                      |                | 0.0            |                                                |
| 2008年（平成20年） |                            |                            | 163.7                      | 306.6                      |                | 0.0            |                                                |
| 2009年（平成21年） | 40.3                       | 99.0                       | 155.4                      | 294.7                      | 3,618          | 0.0            |                                                |
| 2010年（平成22年） |                            |                            | 153.4                      | 291.5                      |                | 0.0            |                                                |
| 2011年（平成23年） |                            |                            | 145.4                      | 289.0                      |                | 0.0            |                                                |
| 2012年（平成24年） | 43.9                       | 102.4                      | 164.3                      | 310.6                      | 3,917          | 0.0            |                                                |
| 2013年（平成25年） | 42.7                       | 102.8                      | 188.8                      | 334.3                      | 4,550          | 0.0            | 富士山-信仰の対象と芸術の源泉が世界遺産に登録  |
| 2014年（平成26年） | 41.4                       | 99.9                       | 195.9                      | 337.2                      | 4,655          | 0.0            |                                                |
| 2015年（平成27年） | 40.3                       | 100.1                      | 212.9                      | 353.3                      | 5,064          | 0.0            |                                                |
| 2016年（平成28年） | 40.4                       | 95.9                       | 220.3                      | 356.6                      | 5,167          | 0.0            |                                                |
| 2017年（平成29年） | 40.0                       | 96.9                       | 220.6                      | 357.6                      | 5,024          | 0.0            |                                                |
| 2018年（平成30年） | 39.5                       | 95.0                       | 230.3                      | 364.8                      | 5,108          | 0.0            |                                                |
| 2019年（令和元年） | 38.3                       | 93.0                       | 229.9                      | 361.3                      | 4,898          | 0.0            |                                                |
| 2020年（令和2年）  | 33.6                       | 62.7                       | 74.1                       | 170.4                      | 1,929          | 0.0            |                                                |
| 2021年（令和3年）  | 31.5                       | 73.0                       | 105.0                      | 209.6                      | 2,494          | 0.0            |                                                |
| 2022年（令和4年）  | 30.7                       | 70.1                       | 176.7                      | 277.7                      | 2,773          | 0.0            |                                                |
| 2023年（令和5年）  |                            |                            | 323.7                      | 431.0                      |                |                |                                                |
| 2024年（令和6年）  |                            |                            | 331,0                      | 433.9                      |                |                |                                                |

|}

### 営業成績
大月線・河口湖線を合わせた営業成績を下表に記す。基本的には黒字基調で推移しているが、新型コロナウイルス感染症流行の影響により2020年度（令和2年度）と2021年度（令和3年度）は赤字運営となっている。
表中、最高値を赤色で、最高値を記録した年度以降の最低値を青色で、最高値を記録した年度以前の最低値を緑色で表記している。
| 年度別営業成績     | 年度別営業成績     | 年度別営業成績     | 年度別営業成績     | 年度別営業成績     | 年度別営業成績     | 年度別営業成績     | 年度別営業成績 | 年度別営業成績 | 年度別営業成績 | 年度別営業成績 | 年度別営業成績 |
| 年 度              | 旅客運賃収入：千円 | 旅客運賃収入：千円 | 旅客運賃収入：千円 | 旅客運賃収入：千円 | 旅客運賃収入：千円 | 貨物運輸 収入 千円 | 運輸雑収 千円  | 営業収益 千円  | 営業経費 千円  | 営業損益 千円  | 営業 係数      |
| ------------------ | ------------------ | ------------------ | ------------------ | ------------------ | ------------------ | ------------------ | -------------- | -------------- | -------------- | -------------- | -------------- |
| 年 度              | 通勤定期           | 通学定期           | 定 期 外           | 手小荷物           | 合 計              | 貨物運輸 収入 千円 | 運輸雑収 千円  | 営業収益 千円  | 営業経費 千円  | 営業損益 千円  | 営業 係数      |
| 1975年（昭和50年） | 158,279            | ←←←←               | 595,960            | 11,478             | 765,717            | 5,174              | 12,566         | 783,457        |                |                |                |
| 1976年（昭和51年） | 180,086            | ←←←←               | 631,490            | 14,254             | 826,100            | 5,980              | 17,333         | 849,143        |                |                |                |
| 1977年（昭和52年） | 182,984            | ←←←←               | 609,232            | 15,841             | 808,058            | 6,707              | 20,607         | 835,373        |                |                |                |
| 1978年（昭和53年） | 201,361            | ←←←←               | 661,408            | 12,780             | 875,549            | 1,015              | 35,453         | 912,019        |                |                |                |
| 1979年（昭和54年） | 197,277            | ←←←←               | 661,511            | 12,289             | 871,077            | 112                | 35,361         | 906,551        |                |                |                |
| 1980年（昭和55年） | 223,025            | ←←←←               | 731,123            | 11,539             | 965,687            | 162                | 30,550         | 996,400        |                |                |                |
| 1981年（昭和56年） | 221,193            | ←←←←               | 681,677            | 9,931              | 912,801            | 129                | 50,853         | 963,784        |                |                |                |
| 1982年（昭和57年） | 242,993            | ←←←←               | 749,680            | 7,263              | 999,935            | 136                | 44,618         | 1,044,689      |                |                |                |
| 1983年（昭和58年） | 247,613            | ←←←←               | 720,140            | 4,434              | 972,187            | 502                | 38,693         | 1,011,383      |                |                |                |
| 1984年（昭和59年） | 262,916            | ←←←←               | 780,272            | 741                | 1,043,929          | 0                  | 42,471         | 1,086,401      |                |                |                |
| 1985年（昭和60年） | 259,622            | ←←←←               | 769,640            | 0                  | 1,029,262          | 0                  | 36,172         | 1,065,434      |                |                |                |
| 1986年（昭和61年） | 267,764            | ←←←←               | 808,496            | 0                  | 1,076,260          | 0                  | 47,044         | 1,123,304      |                |                |                |
| 1987年（昭和62年） | 129,210            | 138,467            | 795,593            | 0                  | 1,063,270          | 0                  | 49,424         | 1,112,694      |                |                |                |
| 1988年（昭和63年） | 133,283            | 148,063            | 872,262            | 0                  | 1,153,608          | 0                  | 50,918         | 1,204,526      |                |                |                |
| 1989年（平成元年） | 133,968            | 149,344            | 942,516            | 0                  | 1,225,828          | 0                  | 49,731         | 1,275,559      |                |                |                |
| 1990年（平成2年）  | 143,369            | 151,196            | 1,028,071          | 0                  | 1,322,636          | 0                  | 52,686         | 1,375,322      |                |                |                |
| 1991年（平成3年）  | 150,747            | 154,113            | 1,086,023          | 0                  | 1,390,883          | 0                  | 58,721         | 1,449,604      |                |                |                |
| 1992年（平成4年）  | 163,931            | 164,959            | 1,105,149          | 0                  | 1,434,039          | 0                  | 63,217         | 1,497,256      |                |                |                |
| 1993年（平成5年）  | 147,669            | 180,929            | 1,100,709          | 0                  | 1,429,307          | 0                  | 58,192         | 1,487,499      |                |                |                |
| 1994年（平成6年）  | 141,644            | 180,611            | 1,082,550          | 0                  | 1,404,805          | 0                  | 62,686         | 1,467,491      |                |                |                |
| 1995年（平成7年）  | 135,454            | 173,778            | 1,045,639          | 0                  | 1,354,871          | 0                  | 65,030         | 1,419,901      |                |                |                |
| 1996年（平成8年）  | 138,669            | 167,389            | 1,109,777          | 0                  | 1,415,835          | 0                  | 90,495         | 1,506,330      |                |                |                |
| 1997年（平成9年）  | 129,567            | 158,512            | 1,049,725          | 0                  | 1,337,804          | 0                  | 68,184         | 1,405,988      |                |                |                |
| 1998年（平成10年） | 119,283            | 147,622            | 974,822            | 0                  | 1,241,727          | 0                  | 67,781         | 1,309,508      |                |                |                |
| 1999年（平成11年） | 106,236            | 139,439            | 979,331            | 0                  | 1,225,006          | 0                  | 68,930         | 1,293,936      |                |                |                |
| 2000年（平成12年） | 105,786            | 133,374            | 974,468            | 0                  | 1,213,628          | 0                  | 61,982         | 1,275,610      |                |                |                |
| 2001年（平成13年） | 98,545             | 132,025            | 922,040            | 0                  | 1,152,610          | 0                  | 63,078         | 1,215,689      |                |                |                |
| 2002年（平成14年） | 91,475             | 132,367            | 922,354            | 0                  | 1,146,196          | 0                  | 75,911         | 1,222,107      |                |                |                |
| 2003年（平成15年） | 91,774             | 138,180            | 895,781            | 0                  | 1,125,735          | 0                  | 83,224         | 1,208,959      |                |                |                |
| 2004年（平成16年） | 88,376             | 145,837            | 901,559            | 0                  | 1,135,772          | 0                  | 88,181         | 1,223,953      | 1,177059       | 46,894         | 96.1           |
| 2005年（平成17年） |                    |                    |                    |                    | 1,110,475          | 0                  | 84,269         | 1,194,744      | 1,147,387      | 47,357         | 96.0           |
| 2006年（平成18年） | 98,857             | 154,406            | 920,625            | 0                  | 1,173,888          | 0                  | 107,559        | 1,281,447      | 1,246,018      | 35,428         | 97.2           |
| 2007年（平成19年） |                    |                    | 946,181            | 0                  | 1,199,354          | 0                  | 99,362         | 1,298,716      | 1,273,393      | 25,323         | 98.0           |
| 2008年（平成20年） |                    |                    | 931,227            | 0                  | 1,198,642          | 0                  | 102,243        | 1,300,885      | 1,278,584      | 22,300         | 98.2           |
| 2009年（平成21年） | 102,999            | 161,588            | 913,960            | 0                  | 1,178,547          | 0                  | 110,898        | 1,289,445      | 1,253,191      | 36,253         | 97.1           |
| 2010年（平成22年） |                    |                    | 893,482            | 0                  | 1,150,429          | 0                  | 127,713        | 1,278,142      | 1,236,251      | 41,890         | 96.7           |
| 2011年（平成23年） |                    |                    | 837,098            | 0                  | 1,103,285          | 0                  | 123,012        | 1,226,297      | 1,172,456      | 53,840         | 95.6           |
| 2012年（平成24年） | 109,990            | 159,872            | 949,004            | 0                  | 1,218,867          | 0                  | 128,816        | 1,347,683      | 1,219,500      | 128,184        | 90.5           |
| 2013年（平成25年） | 116,057            | 156,593            | 1,107,006          | 0                  | 1,379,656          | 0                  | 133,394        | 1,513,050      | 1,326,542      | 186,508        | 87.6           |
| 2014年（平成26年） | 108,009            | 156,699            | 1,187,329          | 0                  | 1,452,037          | 0                  | 139,284        | 1,591,322      | 1,441,652      | 149,670        | 90.5           |
| 2015年（平成27年） | 104,523            | 161,510            | 1,383,522          | 0                  | 1,649,556          | 0                  | 137,961        | 1,787,517      | 1,594,259      | 193,258        | 88.3           |
| 2016年（平成28年） | 105,391            | 156,835            | 1,457,816          | 0                  | 1,720,041          | 0                  | 168,512        | 1,888,554      | 1,685,240      | 203,313        | 89.2           |
| 2017年（平成29年） | 105,580            | 142,275            | 1,449,027          | 0                  | 1,696,882          | 0                  | 195,033        | 1,891,916      | 1,628,694      | 263,222        | 86.1           |
| 2018年（平成30年） | 101,363            | 139,596            | 1,507,868          | 0                  | 1,748,827          | 0                  | 219,289        | 1,968,116      | 1,673,445      | 294,671        | 85.0           |
| 2019年（令和元年） | 96,284             | 135,545            | 1,568,154          | 0                  | 1,799,983          | 0                  | 224,633        | 2,024,617      | 1,801,760      | 222,857        | 89.0           |
| 2020年（令和2年）  | 81,173             | 88,218             | 421,561            | 0                  | 590,952            | 0                  | 113,263        | 704,215        | 1,336,607      | ▲632,392       | 189.8          |
| 2021年（令和3年）  | 80,278             | 106,421            | 633,511            | 0                  | 821,210            | 0                  | 145,878        | 966,089        | 1,333,771      | ▲367,682       | 138.1          |
| 2022年（令和4年）  | 82,209             | 108,158            | 1,167,833          | 0                  | 1,358,200          | 0                  | 240,533        | 1,598,754      | 1,416,258      | 182,497        | 88.6           |
| 2023年（令和5年）  |                    |                    | 2,303,658          | 0                  | 2,503,346          | 0                  | 372,392        | 2,875,738      |                |                |                |
| 2024年（令和6年）  |                    |                    | 2,335,613          | 0                  | 2,530,915          | 0                  | 471,158        | 3,002,073      |                |                |                |

## 駅一覧
- 全駅山梨県に所在。
- 駅員の有無 … *：直営有人駅、+：委託有人駅、無印：無人駅
- 停車駅
  - 普通 … 全ての駅に停車（表中省略）。
  - 特急（富士回遊・フジサン特急・富士山ビュー特急） … ●：停車、｜：通過。■水色の区間（河口湖線区間）のみ乗車する場合は特急料金不要。
- 線路 … ◇・◆・∨・∧：列車交換可（◆はスイッチバック駅）、｜：列車交換不可。

| 路線名   | 駅番号                                | 駅名                        | 駅員の有無 | 標高 (m) | 駅間距離 (km) | 累計距離 (km) | 特急 | 接続路線                                                         | 線路                  | 所在地          |
| -------- | ------------------------------------- | --------------------------- | ---------- | -------- | ------------- | ------------- | ---- | ---------------------------------------------------------------- | --------------------- | --------------- |
| 大月線   | FJ01                                  | 大月駅                      | *          | 358      | -             | 0.0           | ●    | 東日本旅客鉄道： 中央本線 (JC 32) （高尾駅・東京駅方面一部直通） | ∨                     | 大月市          |
| 大月線   | FJ02                                  | 上大月駅 〈都留高校前〉     |            | 358      | 0.6           | 0.6           | ｜   |                                                                  | ｜                    | 大月市          |
| 大月線   | FJ03                                  | 田野倉駅                    | +          | 392      | 2.4           | 3.0           | ｜   |                                                                  | ◇                     | 都留市          |
| 大月線   | FJ04                                  | 禾生駅                      | +          | 421      | 2.6           | 5.6           | ｜   |                                                                  | ◇                     | 都留市          |
| 大月線   | FJ05                                  | 赤坂駅                      |            | 445      | 1.5           | 7.1           | ｜   |                                                                  | ｜                    | 都留市          |
| 大月線   | FJ06                                  | 都留市駅                    | +          | 467      | 1.5           | 8.6           | ｜   |                                                                  | ◇                     | 都留市          |
| 大月線   | FJ07                                  | 谷村町駅 〈谷村城下町〉     | +          | 484      | 0.8           | 9.4           | ｜   |                                                                  | ◇                     | 都留市          |
| 大月線   | FJ08                                  | 都留文科大学前駅            | +          | 503      | 1.2           | 10.6          | ●    |                                                                  | ｜                    | 都留市          |
| 大月線   | FJ09                                  | 十日市場駅                  |            | 520      | 0.9           | 11.5          | ｜   |                                                                  | ｜                    | 都留市          |
| 大月線   | FJ10                                  | 東桂駅                      | +          | 561      | 1.6           | 13.1          | ｜   |                                                                  | ◇                     | 都留市          |
| 大月線   | FJ11                                  | 三つ峠駅                    | +          | 616      | 2.7           | 15.8          | ｜   |                                                                  | ◇                     | 南都留郡 西桂町 |
| 大月線   | FJ12                                  | 寿駅                        |            | 710      | 3.0           | 18.8          | ｜   |                                                                  | ｜                    | 富士吉田市      |
| 大月線   | FJ13                                  | 葭池温泉前駅                |            | 739      | 1.4           | 20.2          | ｜   |                                                                  | ｜                    | 富士吉田市      |
| 大月線   | FJ14                                  | 下吉田駅 〈新倉山浅間公園〉 | *          | 753      | 0.9           | 21.1          | ●    |                                                                  | ◇                     | 富士吉田市      |
| 大月線   | FJ15                                  | 月江寺駅                    | +          | 776      | 0.8           | 21.9          | ｜   |                                                                  | ｜                    | 富士吉田市      |
| 大月線   | FJ16                                  | 富士山駅                    | *          | 809      | 1.7           | 23.6          | ●    |                                                                  | ◆                     | 富士吉田市      |
| 河口湖線 | FJ16                                  | 富士山駅                    | *          | 809      | 1.7           | 23.6          | ●    |                                                                  | ◆                     | 富士吉田市      |
| FJ17     | 富士急ハイランド駅 〈トーマスランド〉 | +                           | 829        | 1.4      | 25.0          | ●             |      | ｜                                                               | 南都留郡 富士河口湖町 |                 |
| FJ18     | 河口湖駅 〈富士河口湖温泉郷〉         | *                           | 857        | 1.6      | 26.6          | ●             |      | ∧                                                                | 南都留郡 富士河口湖町 |                 |

## 運賃
大人普通旅客運賃（小児半額・ICカードの場合は1円未満切り捨て、切符購入の場合は10円未満切り上げ）。2019年（令和元年）10月1日改定。運賃水準は首都圏の鉄道会社の中でも高額となっており、7 km以上では同じく運賃水準が高いといわれる東葉高速鉄道や北総鉄道を超える。
| キロ程       | 運賃（円） | 運賃（円） |
| キロ程       | ICカード   | 切符購入   |
| ------------ | ---------- | ---------- |
| 初乗り - 2km | 173        | 180        |
| 3 - 4        | 224        | 230        |
| 5 - 6        | 305        | 310        |
| 7 - 8        | 387        | 390        |
| 9 - 10       | 468        | 470        |
| 11 - 12      | 561        | 570        |
| 13 - 14      | 642        | 650        |
| 15 - 16      | 723        | 730        |
| 17 - 18      | 805        | 810        |
| 19 - 20      | 886        | 890        |
| 21 - 22      | 977        | 980        |
| 23 - 24      | 1039       | 1040       |
| 25 - 26      | 1100       | 1100       |
| 27           | 1161       | 1170       |

### 乗車券・ICカードについて
- 直営有人駅および都留文科大学前駅・富士急ハイランド駅には券売機があり、磁気券を発券している。また、全ての有人駅に係員用の乗車券発行機があるが、こちらは非磁気券を発券している。
- 河口湖駅、富士山駅、都留文科大学前駅の3駅では、大月駅で接続するJR線の乗車券および特急券を発売している。ただし、購入の際は大月駅まで乗車可能な乗車券の同時購入または持参している場合に限る。
- 2015年（平成27年）3月14日にICカード「Suica」を導入した[16]。大月駅のJR線連絡改札口と富士山駅（スロープ通路を除く）には自動改札機、それ以外には簡易Suica改札機を設置している。
- 割安な乗車券としては、特急指定席や富士登山列車を除いて1日乗降自由の「富士急特急フリーきっぷ」、沿線の路線バス・周遊観光バスを含めて2日間利用できる「富士山・富士五湖パスポート」、富士急ハイランドとのセット券、高校生の課外活動を支援するため平日14時以降を半額にする回数乗車券「高校生放課後回数券」を販売している[53]。
- 高校生に対しては、通学定期券を2025年（令和7年）4月1日販売分から最大20%値下げすることを2024年（令和6年）12月24日に発表した。沿線にある各高校のPTAから要請を受けたほか、中学生の沿線への進学を後押しする効果を期待している[33]。